# Konvergenzsatz von Vitali
Der Konvergenzsatz von Vitali, auch Vitali-Kriterium oder Vitalis Kriterium für die {\displaystyle L^{p}}-Konvergenz ist ein Satz der Maßtheorie, der für Funktionenfolgen Kriterien angibt, unter denen die Konvergenz im p-ten Mittel und die Konvergenz lokal nach Maß äquivalent sind. Daraus lassen sich auch Kriterien für die Konvergenz nach Maß und ihr stochastisches Äquivalent, die Konvergenz in Wahrscheinlichkeit, herleiten. Namensgeber des Satzes ist Giuseppe Vitali, der ihn 1907 bewies.

## Aussage
Gegeben sei ein Maßraum {\displaystyle (X,{\mathcal {A}},\mu )} und {\displaystyle f,f_{n}\colon X\to \mathbb {K} }, wobei {\displaystyle \mathbb {K} =\mathbb {R} } oder {\displaystyle \mathbb {K} =\mathbb {C} } ist. Sei  {\displaystyle p\in (0,\infty )}, außerdem seien {\displaystyle (f_{n})_{n\in \mathbb {N} },f\in {\mathcal {L}}^{p}(X,{\mathcal {A}},\mu )}. Dann sind äquivalent:
1. Die {\displaystyle (f_{n})_{n\in \mathbb {N} }} konvergieren im p-ten Mittel gegen {\displaystyle f}
2. Die {\displaystyle (f_{n})_{n\in \mathbb {N} }} konvergieren lokal nach Maß gegen {\displaystyle f} und sind im p-ten Mittel gleichgradig integrierbar.

## Bemerkung
Die Aussage gilt auch, wenn die Konvergenz lokal nach Maß durch die Konvergenz nach Maß ersetzt wird, denn jede im p-ten Mittel konvergente Folge ist wegen
{\displaystyle \mu (\{|f_{n}-f|\geq \varepsilon \})\leq {\tfrac {1}{\varepsilon ^{p}}}\int _{X}|f_{n}-f|^{p}\mathrm {d} \mu ={\tfrac {1}{\varepsilon ^{p}}}\Vert f_{n}-f\Vert _{p}^{p}}
konvergent nach Maß. Außerdem ist sie nach dem obigen Satz auch lokal nach Maß konvergent und gleichgradig integrierbar im p-ten Mittel, demnach ist sie auch nur gleichgradig integrierbar im p-ten Mittel. Somit folgt aus der Konvergenz im p-ten Mittel die gleichgradige Integrierbarkeit und die Konvergenz nach Maß.
Die Umkehrung folgt daraus, dass aus der Konvergenz nach Maß die Konvergenz lokal nach Maß folgt. Somit ist eine nach Maß konvergente und gleichgradig im p-ten Mittel integrierbare Folge auch lokal nach Maß konvergent und gleichgradig integrierbar im p-ten Mittel und somit nach dem obigen Satz auch im p-ten Mittel konvergent.

## Beispiele
Die folgenden beiden Beispiele zeigen, dass bei Verzicht auf entweder die Konvergenz lokal nach Maß oder die gleichgradige Integrierbarkeit die Schlussfolgerung zur Konvergenz im p-ten Mittel nicht korrekt ist.

### Konvergent lokal nach Maß, aber nicht gleichgradig integrierbar
Mit {\displaystyle p=1} und dem Maßraum {\displaystyle ([0,1],{\mathcal {B}}([0,1]),\lambda |_{[0,1]})} definiert man zunächst die Funktionenfolge
{\displaystyle f_{n}=n^{2}\chi _{[0,1/n]}}.
Diese ist konvergent lokal nach Maß gegen 0, denn für {\displaystyle \varepsilon \in (0,1]} ist 
{\displaystyle \lim _{n\to \infty }\lambda (\{n^{2}\chi _{[0,1/n]}\geq \varepsilon \})=\lim _{n\to \infty }{\frac {1}{n}}=0}.
Aber sie ist nicht gleichgradig integrierbar (im ersten Mittel), denn es ist
{\displaystyle \inf _{a\in [0,\infty )}\sup _{n\in \mathbb {N} }\int _{\{a<|f_{n}|\}}|f_{n}|\mathrm {d} \lambda =\infty }.
Folglich ist die Funktionenfolge auch nicht (im ersten Mittel) konvergent gegen 0, denn es ist
{\displaystyle \lim _{n\to \infty }\int _{[0,1]}|f_{n}|\mathrm {d} \lambda =\lim _{n\to \infty }n^{2}\cdot {\frac {1}{n}}=\infty }.

### Gleichgradig integrierbar, aber nicht konvergent lokal nach Maß
Wieder wie oben setzt man {\displaystyle p=1} und wählt als Maßraum {\displaystyle ([0,1],{\mathcal {B}}([0,1]),\lambda |_{[0,1]})}. Die Funktionenfolge sei definiert durch
{\displaystyle f_{n}:={\begin{cases}\chi _{[0;1/2]}&{\text{ für }}n{\text{ gerade }}\\\chi _{(1/2;1]}&{\text{ für }}n{\text{ ungerade }}\end{cases}}}.
Diese Funktionenfolge ist gleichgradig integrierbar im ersten Mittel, da sie von der integrierbaren Funktion, die konstant 1 ist, majorisiert wird. Aufgrund ihres oszillierenden Verhaltens kann die Folge aber nicht lokal nach Maß konvergieren, denn für die Grundmenge und {\displaystyle \varepsilon <{\tfrac {1}{2}}} gibt es keine Funktion {\displaystyle f}, so dass {\displaystyle \lambda (\{f_{n}-f\leq \varepsilon \})} klein wird. Mit einem analogen Argument folgt dann auch, dass die Funktionenfolge nicht im ersten Mittel konvergiert.